# Бар (Корез)
Бар (фр. Bar (Corrèze)) је насељено место у Француској у региону Лимузен, у департману Корез.
По подацима из 2011. године у општини је живело 319 становника, а густина насељености је износила 15,32 становника/km².

## Демографија
| 1962. | 1968. | 1975. | 1982. | 1990. | 2011. |
| ----- | ----- | ----- | ----- | ----- | ----- |
| 351   | 397   | 330   | 282   | 317   | 319   |